# Lucien de la Rive
Lucien de la Rive (Choulex, 3 de abril de 1834 – Genebra, 4 de maio de 1924) foi um físico suíço.
Filho de Auguste Arthur de la Rive e Jeanne-Mathilde neé Duppa. Casou em 1867 com Louise Schérer, filha do teólogo, crítico literário e político Edmond Schérer.
Estudou na Universidade de Genebra e na École polytechnique em Paris. De 1863 a 1918 publicou diversos artigos físico-matemáticos sobre gravitação, teoria dos elétrons e equações de Maxwell.
De 1889 a 1893 realizou com Édouard Sarasin (1843-1917) pesquisas sobre ondas hertzianas e demonstrou a velocidade da luz nos fios. Em Dublin George FitzGerald envolveu-se na repetição dos experimentos. Depois de repetir o experimento de Hertz com ondas longas no grande salão das instalações hidráulicas de Genebra em 1893, os resultados foram consistentes com a teoria de Maxwell. As medições anteriores dos comprimentos de onda de Hertz foram perturbadas pelas reflexões nas paredes da sala de aula onde ele estava realizando os experimentos.
De la Rive escreveu ensaios sobre Henri Poincaré. Em 1870 publicou traduções de Alfred Tennyson, escreveu no meio tempo obras literárias e um artigo em 1886 sobre John Milton
Recebeu em 1909 um doutorado honoris causa da Universidade de Genebra.

## Publicações
- Über die Anzahl unabhängiger Gleichungen eines Systems von elektr. Strömen; 1863 (ver leis de Kirchhoff de 1845)
- Zur Aberration des Lichtes in Einsteins Relativitätstheorie; 1914